# Baía de Ussuri

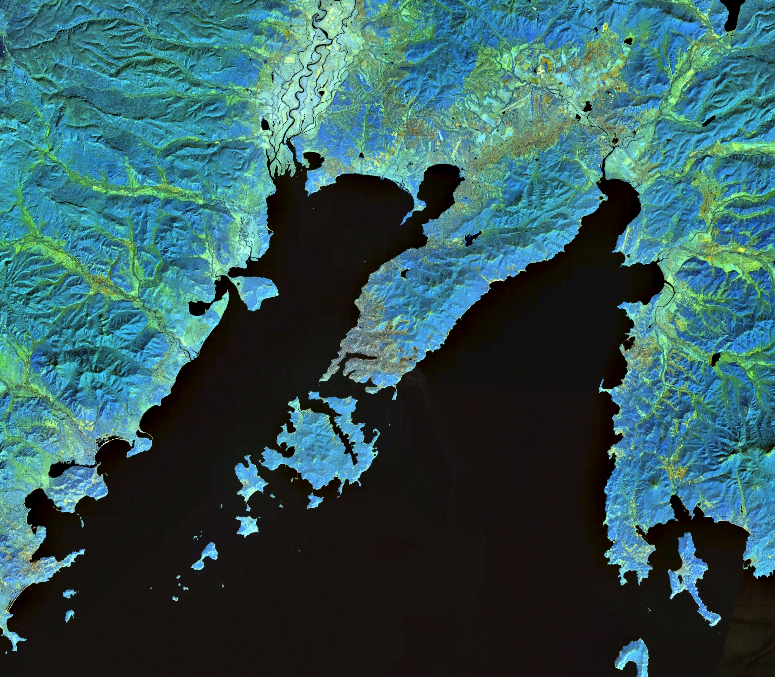
Vista da península de Muravyov-Amursky, com a baía de Amur a oeste e a baía de Ussuri a leste

A baía de Ussuri (em russo:  Уссурийский залив) é a parte nordeste do golfo de Pedro, O Grande, no krai do Litoral, na parte oriental da Rússia.
Tem comprimento de 67 km, largura de 10 a 55 km e profundidades média de 40 m e máxima de 69 m.
A cidade de Vladivostok está localizada na parte oeste da baía. Outras cidades que se localizam na baía são Bolshoy Kamen, Shkotovo, Yemar e Pod'yapolskoye.
One recent feature that has been attracting tourists stems from sea glass, where the tidal action has pounded glass bottles that had washed up to the shore or been dumped there by nearby glass and porcelain factories into rounded glass pebbles. Rather than an environmental danger, the glass on the beach is reported to be safe, according to the Siberian Times newspaper.
Uma característica recente que atrai turistas deriva do vidro do mar, onde a ação da maré fez com que pedaços de garrafas de vidro que foram jogadas no mar por fábricas de vidro e porcelana próximas chegassem à costa em formato de pedras arredondadas. Em vez de um perigo ambiental, os pedaços de vidro na praia são considerados seguro, segundo o jornal Siberian Times.